# Кузман Попданаилов
Кузман Попданаилов, наричан Наум, е български учител и революционер, деец на Вътрешната македоно-одринска революционна организация.

## Биография
Попданаилов е роден във Велес, Османската империя. Председател е на Тиквешкия околийски революционен комитет. В периода 1904 - 1906 година Кузман Попданаилов работи като учител в Кавадарци и същевременно е ръководител на околийския комитет на ВМОРО. Арестуван е през пролетта на 1906 година и е осъден на вечен затвор.